# Гуревич, Арон Яковлевич
Аро́н Я́ковлевич Гуре́вич (12 мая 1924, Москва — 5 августа 2006, там же) — советский и российский историк-медиевист, культуролог. Доктор исторических наук (1962), профессор (1963), профессор МГУ, с 1969 года и до конца своих дней сотрудник Института всеобщей истории РАН, до того также работал в Институте философии АН СССР и Калининском пединституте; член Европейской академии. Лауреат Государственной премии Российской Федерации в области науки (1993). Ещё при жизни его исследования получили мировое признание.

## Биография
Родился 12 мая 1924 года в Москве в семье служащего; рано потерял отца, мать умерла в 1943 году. В 1942 году с отличием окончил школу-десятилетку. Член ВЛКСМ с 1940 года, в школе и на заводе был комсоргом.
Будучи признанным негодным к строевой военной службе, был мобилизован на военный завод, где работал до 1944 года. Одновременно учился на заочном отделении исторического факультета МГУ, а на 3-м курсе перевелся на стационар (в 1944 году), выпускник кафедры истории средних веков (1946). Окончил аспирантуру Института истории АН СССР, где учился в 1947—1950 годах под руководством академика Е. А. Косминского. Также является учеником известного медиевиста профессора А. И. Неусыхина. Кандидат исторических наук (1950), диссертация «Крестьянство юго-западной Англии в донормандский период».
Летом 1950 года читал лекции по истории средних веков на заочном отделении Калужского педагогического института. В том же году получил назначение в Калининский пединститут (ныне Тверской государственный университет) на истфак: ассистент (1950—1953), старший преподаватель (1953—1957), доцент (1957—1963), профессор (1963—1966). Доктор исторических наук (1962), диссертация «Очерки социальной истории Норвегии в IX—XII вв.». В 1962—1964 годах ответственный редактор трёх томов «Учёных записок Калининского педагогического института». В своих мемуарах называл этот свой период жизни шестнадцатилетней «ссылкой» в Тверь.
В 1966—1969 годах старший научный сотрудник сектора истории культуры Института философии АН СССР, которым тогда руководил академик П. Ф. Юдин. Был уволен в связи с публикацией ряда «ревизионистских» работ.
С 1969 года работал в Институте всеобщей истории АН СССР (старший, ведущий научный сотрудник), с 1987 года возглавлял центр исторической и культурной антропологии ИВИ РАН, c 1989 года — главный редактор издаваемого центром ежегодника «Одиссей. Человек в истории».
С 1989 года — профессор кафедры истории и теории мировой культуры философского факультета МГУ (также преподавал в МГУ на филологическом факультете в 1975—1977 годах).
С 1992 года — главный научный сотрудник Института высших гуманитарных исследований им. Е. М. Мелетинского РГГУ. Один из авторов курса «История мировой культуры (средневековье)», автор курса «История Средних веков», спецкурса «Средневековая картина мира». С того же года — заведующий отделом культуры и науки средневековой и современной Европы Института мировой культуры МГУ.
Читал лекции в университетах Италии, США, Германии, Дании (1989—1991), Норвегии, Швеции, Англии, Франции (1991—1992). Почётный доктор Лундского и Познанского университетов.
Действительный член Академии гуманитарных исследований (1995). Член-корреспондент Американской академии медиевистики (1989), иностранный член Renaissance Academy of America, Société Jean Bodin (Бельгия), Королевского Норвежского общества ученых, Королевского общества историков Великобритании, Королевской Академии наук Нидерландов. Доктор философии honoris causa университета Лунда (Швеция).
В 1988 году он выиграл Международную премию Нонино в Италии. Лауреат Государственной премии РФ в области науки и техники (1993, «за цикл исследований по истории западноевропейской средневековой культуры, опубликованный в 1981—1990 годах») и премии им. Н. И. Кареева РАН (1997, "за монографию «Исторический синтез и Школа „Анналов“»").
Входил в бюро Научного совета по истории мировой культуры РАН, был членом редколлегий журналов «Arbor Mundi» («Мировое древо»), «Journal of Historical Society», «Osterreichische Zeitschrift fur Geschichtswissenschaft», а также книжной серии «Памятники исторической мысли».
Автор ряда глав и редактор учебника по истории средних веков для пединститутов (1964), изданного также на французском (1976) и португальском (1978) языках. Автор главы о Северной Европе в учебнике исторического факультета МГУ (1968, 1977, 1990, 1997, 2000, 2003 и 2005), а также ряда статей в коллективном труде «История крестьянства в Европе» (М., 1985—1986. Т. 1—3). В 1990-е годы — соавтор школьного учебника по истории Средних веков.
Опубликовал воспоминания «История историка» (М., 2004). Перед тем, как отмечают: «В 1990-х годах автобиографическая статья А. Я. Гуревича положила начало целой „мемуарной войне“ советских медиевистов…». Выход мемуаров Гуревича, содержащих критическую оценку советской историографии и её лидеров, вызвал немалый резонанс. По замечанию Владимира Рыжковского: "Попытка Гуревича разобраться и с методологическими основами этой конструкции (генезиса феодализма - прим.), и, следовательно, с характером вклада «учителей» (например, всеми уважаемого А.И. Неусыхина) именно потому и вызывала такое острое неприятие что в конце 1960-х, что в начале 2000-х годов, что он осмеливался «ворошить прошлое» (вместо молчаливого и «сопереживательного» его принятия), обращаться к весьма малопочтенным сторонам данного консенсуса, ставить под сомнение не просто ряд концептуальных положений, а всю травматичность их недобровольного вменения".
Последние тринадцать лет жизни был слеп, но продолжал работать: коллеги и ученики читали ему, а он думал и диктовал. В последние годы поток его научных публикаций не иссякал.
С 1945 года был женат на Эсфири Израилевне Шифман (1922—1997). Дочь Елена Ароновна Гуревич (05.01.1957—18.01.2018) — известный филолог-скандинавист.
Умер 5 августа 2006 года в Москве после тяжёлой продолжительной болезни. Похоронен на Востряковском еврейском кладбище. В некрологе Института мировой культуры МГУ назывался «самым известным российским историком за пределами нашей страны»; «его книги оказались чрезвычайно важны для умственного высвобождения нашего общества задолго до начала перестройки». В некрологе на Лента.ру был назван одним из самых авторитетных российских ученых-гуманитариев.

## Вклад в науку
Направления научных исследований — история средневековой европейской культуры; современная историография; теория культуры и методологии истории; история Скандинавии в Средние века; история скандинавской культуры, в том числе соотношение официальной (церковной) и народной культуры; проблемы методологии исторического исследования; культурная антропология; школа «Анналов» и её исторические методы. По характеристике Л. М. Баткина: "Гуревича потянуло к ментальности. Его интересовал, так сказать, общий фон эпохи и его правила игры". По утверждению В. П. Макаренко, благодаря Гуревичу в 1960-е годы в СССР вошло в оборот слово «ментальность» .
В. Я. Петрухин отмечает большую роль Гуревича в развитии нового направления исследований, связанного с так называемым лингвистическим поворотом: 
Тем временем в мировой исторической науке наметился «лингвистический поворот» – историки обратились к стремлению понимать язык своих источников и процессы культурной коммуникации, объединяющие людей разных социальных страт и общностей. Участником и инициатором этого процесса в отечественной исторической науке был А. Я. Гуревич, подвергшийся гонениям за структурализм и отсутствие приверженности ортодоксальному марксизму.
Его статьи, составившие книгу «Проблемы генезиса феодализма», подверглись в 1969 году резкой критике со стороны министра просвещения РСФСР А. И. Данилова, после чего Гуревич был уволен из Института философии. Критика была связана с тем, что автор поставил под сомнение некоторые положения теорий Маркса и Энгельса — о том, что феодализм складывался в результате закабаления свободных крестьян магнатами, которые предварительно присваивали себе крестьянскую землю. По мнению Гуревича, в условиях слабости верховной власти свободные земледельцы в поисках защиты вместе со своей землёй добровольно принимали патронат магнатов, меняли свободу на безопасность. С точки зрения Энгельса, в варварскую эпоху существовал «первобытный коммунизм», выражавшийся в коллективной собственности на землю. С точки зрения Гуревича, древние германцы были крестьянами, веками жившими на одном месте, не было никакой коллективной собственности на землю, а велось семейное хуторское хозяйство. Он также отрицал марксистскую теорию базиса и надстройки, и теорию обнищания пролетариата. 

Отмечал:

В феодализме я склонен усматривать преимущественно, если не исключительно, западноевропейский феномен. На мой взгляд, он сложился в результате уникальной констелляции тенденций развития. Феодальный строй, как бы его ни истолковывать, представляет собой не какую-то фазу всемирно-исторического процесса, — он возник в силу сочетания специфических условий, порожденных столкновением варварского мира с миром позднеантичного средиземноморья. Этот конфликт, давший импульс синтезу германского и романского начал, в конечном итоге породил условия для выхода западноевропейской цивилизации на исходе средневековья за пределы традиционного общественного уклада, за те пределы, в которых оставались все другие цивилизации.

В последующих трудах рассматривал, в частности, культ святых в его простонародном понимании, образ потустороннего мира, как он виделся средневековым визионерам, и две противоречивших одна другой версии Страшного суда, популярное богословие. Полемизируя с тезисом М. М. Бахтина о карнавально-смеховой природе средневековой народной культуры, подчёркивал теснейшую связь в ней смеха и страха.

По мнению   С. И. Лучицкой, 
Невозможно переоценить ту роль, которую труды ученого сыграли в драматичной трансформации гуманитарной мысли второй половины XX в., в обновлении исторической науки в мире и в нашей стране. С творчеством Арона Яковлевича связан настоящий "коперникианский" переворот в развитии мировой исторической науки XX в., который привел к возникновению новой дисциплины — исторической антропологии.
По сути дела, А. Я. Гуревич явился создателем историко-антропологического направления в российской науке. Значение его трудов выходит за рамки медиевистики: «Та история, к которой пришел А.Я. Гуревич, была историей живых людей, где человек был субъектом истории, а не ее объектом». 
Согласно оценке Н. А. Хачатурян: «Новую страницу в вопросах средневековой культуры в отечественной медиевистике мотивировали и открыли труды А. Я. Гуревича».

## Труды
Автор более 500 научных работ, в том числе 14 книг, переведенных на десятки иностранных языков.
Диссертации
- Крестьянство Юго-Западной Англии в донормандский период: Проблема образования класса феодальных крестьян в Уэссексе в VII — начале XII в.: Автореф. дисс. … к.и.н. — М., 1950. — 28 с.
- Очерки социальной истории Норвегии в IX—XI вв.: Автореф. дисс. … д.и.н. — М., 1961. — 25 с.

Монографии
- Походы викингов. — М. : Наука, 1966. — 184 с. — (Научно-популярная серия). — Переведена на польский (1969) и эстонский (1975) языки.
- Свободное крестьянство феодальной Норвегии. — М. : Наука, 1967. — 285 с.
- Проблемы генезиса феодализма в Западной Европе. — М. : Высшая школа, 1970. — 224 с. — Переведена на шведский (1979), итальянский (1982, 1990) языки.
- История и сага : о произведении Снорри Стурлусона «Хеймскрингла». — М. : Наука, 1972. — 200 с. — (Из истории мировой культуры).
- Категории средневековой культуры. — М. : Искусство, 1972. — 320 с. — Переведена на румынский (1974), польский (1976), немецкий (1978, 1980, 1982, 1983), чешский (1978), испанский (1983), итальянский (1983, 2007), французский (1983), английский (1985), литовский (1989), португальский (1990), японский (1990) языки.
  - переизд.: Категории средневековой культуры. — 2-е изд., испр. и доп. — М. : Искусство, 1984. — 352 с.
- Норвежское общество в раннее средневековье : проблемы социального строя и культуры. — М. : Наука, 1977. — 337 с.
- «Эдда» и сага. — М. : Наука, 1979. — 192 с. — (Из истории мировой культуры).
- Гуревич А. Я. Проблемы средневековой народной культуры. — М.: Искусство, 1981. — 360 с. (переведена на болгарский (1985), немецкий (1986), итальянский (1986), венгерский (1987), польский (1987), сербско-хорватский (1987) языки).
- Культура и общество средневековой Европы глазами современников. Exempla, XIII в. — М.: Искусство, 1989. — 366 с.
- Гуревич А. Я. Средневековый мир: Культура безмолвствующего большинства. — М.: Искусство, 1990. — 396 с. — 25 000 экз. — ISBN 5-210-00102-4.
- Гуревич А. Я. Исторический синтез и Школа «Анналов». — М.: Индрик, 1993. — 328 с. — (Научная библиотека студента). — ISBN 5-85759-003-5.
  - Гуревич А. Я. Исторический синтез и Школа «Анналов». — М.: Университетская книга, Центр гуманитарных инициатив, 2018. — 432 с. — (Российские Пропилеи). — 1000 экз. — ISBN 978-5-98712-151-1.
- Гуревич А. Я., Харитонович Д. Э. История средних веков. Учебник для средней школы. — М.: Интерпракс, 1994. — 333 с.
- Словарь средневековой культуры / Под ред. А. Я. Гуревича. — М.: Российская политическая энциклопедия (РОССПЭН), 2003. — 632 с. — (Summa culturologiae). (Рецензия)
- Гуревич А. Я. История историка. — М.: РОССПЭН, 2004. — 288 с. — (Зерно вечности). — 1500 экз. (Рецензия)
- Индивид и социум на средневековом Западе. — М.: РОССПЭН, 2005. — 422 с.

переизд.: Индивид и социум на средневековом Западе. — СПб.: Александрия, 2009. — 492 с. — (Становление Европы). — ISBN 978-5-903445-08-0.
- Гуревич А. Я. История — нескончаемый спор: Медиевистика и скандинавистика : статьи разных лет. — М.: РГГУ, 2005. — 899 с. — ISBN 5-7281-0657-9.

Переиздания и сборники работ
- Избранные труды. Т. 1: Древние германцы. Викинги. — М.-СПб.: Университетская книга, 1999. — 352 с.
- Избранные труды. Т. 2: Средневековый мир. — М.-СПб.: Университетская книга, 1999. — 560 с.

переизд.: Избранные труды. Средневековый мир. — СПб.: Издательство СПбГУ, 2007. — 560 с.
- Избранные труды. Крестьянство средневековой Норвегии. — СПб.: Издательство СПбГУ, 2006. — 368 с.
- Избранные труды. Культура средневековой Европы. — СПб.: Издательство СПбГУ, 2006. — 544 с.
- Гуревич. А. Я. Индивид: Статья для возможного в будущем «Толкового словаря средневековой культуры» // От мифа к литературе: Сборник в честь семидесятилетия Е. М. Мелетинского. — М., 1993.
- Избранные труды. Норвежское общество. — М.: Традиция, 2009. — 470 с. — (Письмена времени).
- Гуревич А. Я. Избранное: История — нескончаемый спор. — М.: Центр гуманитарных инициатив, 2017. — 464 с. — (Humanitas). — ISBN 978-5-98712-761-2.
- Гуревич А. Я. Избранные труды. Древние германцы. Викинги / Сост. С. Я. Левит, И. А. Осиновская. — М.-СПб.: Центр гуманитарных инициатив, 2020. — 352 с. — (Письмена времени). — ISBN 978-5-98712-926-5.

Научные статьи
- Колонизация Исландии // Учёные записки Калининского педагогического института. — Калинин : [б. и.], 1963. — Т. 35. — С. 212–245.
- Норвежские бонды в XI–XII вв. // Средние века. — М. : Наука, 1963. — Вып. 24. — С. 24–54.
- Норвежские лейлендинги в X–XI вв. : (к вопросу о феодально зависимом крестьянстве в Норвегии) // Скандинавский сборник. — Таллин : Эстгосиздат, 1963. — Вып. 7. — С. 7–43.
- Норвежские бонды в XI–XII вв. : [продолжение] // Средние века. — М. : Наука, 1964. — Вып. 26. — С. 3–26.
- О некоторых особенностях норвежского феодализма // Скандинавский сборник. — Таллин : Эстгосиздат, 1964. — Вып. 8. — С. 257–274.
- Проблемы социальной истории Норвегии в IX–XII вв. // Учёные записки Калининского педагогического института. — Калинин : [б. и.], 1964. — Т. 38. — С. 354–381.
- Общий закон и конкретная закономерность в истории // Вопросы истории. — 1965. — № 8. — С. 14–30.
- Датские бурги и походы викингов // Вопросы истории. — 1966. — № 1. — С. 215–218.
- Англосаксонский фолькленд и древненорвежский одаль : (опыт сравнительной характеристики дофеодальных форм землевладения) // Средние века. — М. : Наука, 1967. — Вып. 30. — С. 61–83.
- Время как проблема истории культуры // Вопросы философии. — 1969. — № 3. — С. 105–116.
- Об исторической закономерности // Философские проблемы исторической науки : [сб.] / отв. ред. А. В. Гулыга, Ю. А. Левада. — М. : Наука, 1969. — С. 51–79.
- Представления о времени в средневековой Европе // История и психология : [сб.] / под ред. Б. Ф. Поршнева и Л. И. Анцыферовой. — М. : Наука, 1971. — С. 159–198.
- К истолкованию «Песни о Риге» // Скандинавский сборник. — Таллин : Ээсти Раамат, 1973. — Вып. 18. — С. 159–174.
- Народная культура раннего средневековья в зеркале «покаянных книг» // Средние века. — М. : Наука, 1973. — Вып. 37. — С. 28–54.
- Пространственно-временной «континуум» «Песни о Нибелунгах» // Традиция в истории культуры : [сб.] / отв. ред. В. А. Карпушин. — М. : Наука, 1978. — С. 112–127.
- О генезисе феодального государства // Вестник древней истории. — 1990. — № 1. — С. 101–106.
- Теория формаций и реальность истории // Вопросы философии. — 1990. — № 11. — С. 31–43.

Вступительные статьи, предисловия
- Старшая Эдда. М.: Издательство «Художественная литература», 1975.
- Филипп Арьес: Смерть как проблема исторической антропологии. М.: Издательская группа «Прогресс» — «Прогресс-Академия», 1992.

## Цитаты
- В то время когда неопределенность недопустима в математике, физике, химии, гуманитарное знание, имеющее качественно иную природу, не должно бояться неясностей и парадоксов.
- Неизбежная сращённость, органическая связь человека и его творчества мне кажутся очень существенными. В моей жизни это было особенно важным, потому что сплошь и рядом обнаруживалось: тот или иной мой коллега, обладающий несомненными научными потенциями, не создал того, что он мог создать, потому что у него не хватило характера, не хватило воли, стойкости для перенесения всех невзгод, которые на него обрушились, не хватило силы для того, чтобы устоять, несмотря на ту мерзкую атмосферу, в которой мы росли детьми, мужали, продолжали жить вплоть до конца истекшего столетия. Ум никому не помешал, но главное для человека — его характер, и как раз на этом споткнулись очень многие. <…> И те, кто выдержал испытание, скорее могли создать что-то полезное и ценное, даже при средних способностях[24].